# Emmesomia
Emmesomia is een geslacht van vlinders van de familie spanners (Geometridae), uit de onderfamilie Larentiinae.

## Soorten
- E. bilinearia Leech, 1897
- E. bilineata Warren, 1896